# Easy Come, Easy Go!
「Easy Come, Easy Go!」（イージー・カム・イージー・ゴー!）は、日本の音楽ユニット・B'zの楽曲。1990年10月3日にBMGルームスより6作目のシングルとして発売された。

## 概要
前作『太陽のKomachi Angel』より約4ヵ月ぶりのリリースで、4thアルバム『RISKY』からの先行シングル。
このシングルから『RISKY』まで専用のロゴマーク（円形で中央にB'z、囲うように松本･稲葉の英語クレジット）が使われた。
ジャケット写真は、ニューヨークでカメラに黄色のフィルムを貼り付けて撮影したもの。
これまで松本はサウンド・プロデュースのみだったが、本作からは全面プロデュースになっている。
B'zがオリコンシングルチャートで2週連続以上で1位を獲得した初めてのシングルである（3週連続）。なお、4週目には次作『愛しい人よGood Night...』が初登場1位を獲得したため、B'zのシングルが4週連続1位を独占することとなった。ちなみに、本作は2006年4月24日時点で、売上枚数47万1613枚を記録している。
2003年3月26日にリマスタリング、12cm化で再発売された。

## 収録曲
| 全作詞: 稲葉浩志、全作曲: 松本孝弘、全編曲: 松本孝弘・明石昌夫。 |                         |          |            |      |
| #                                                                | タイトル                | 作詞     | 作曲・編曲 | 時間 |
| 1.                                                               | 「Easy Come, Easy Go!」 | 稲葉浩志 | 松本孝弘   | 4:41 |
| 2.                                                               | 「GO! NUDE! GO!」       | 稲葉浩志 | 松本孝弘   | 5:01 |
| 合計時間:                                                        | 合計時間:               | 9:42     |            |      |

## 楽曲解説
1. Easy Come, Easy Go!
  - 前作までのデジタル・ダンスナンバーから脱却し、アコースティック・ギターを主体としたものになっている。
  - 当時松本は「そろそろ目先を変えたものが必要」と考えており[4]、シングルにするのが不安で周りからは反対され、キャンペーンに訪れたレコード店からも「地味だから売れない」と評されたとコメントしている[注釈 1]。後のインタビューで、本作について松本は「コンサートを何本かやってて、これはレコードで聴くよりも絶対にコンサートのほうがいいなって、やってていいなって思った。コンサートをやって、こういう曲をシングルにした意味が一段と大きくなるというのを感じた。」とコメントしている[5]。
  - 歌詞に登場する「逆境にくじけるな」というフレーズは、稲葉が小学校の卒業アルバムの寄せ書きに書いた言葉[6]。
  - 4thアルバム『RISKY』にはアレンジバージョンが収録され、シングルバージョンはベスト・アルバム『B'z The Best "Pleasure"』で初収録となった。
  - MVはニューヨークで撮影されたもの[7]。MV映像はVHS『FILM RISKY』に収録された。ただしあくまで『RISKY』収録のバージョンのMVとされており、2013年発売のベスト・アルバム『B'z The Best XXV 1988-1998』の特典DVDには『B'z LIVE-GYM "Pleasure '91"』でのライブ映像（映像作品『JUST ANOTHER LIFE』に収録されているもの）が収録されている[8]。
  - 初期の楽曲だがライブで演奏されることが多く[注釈 2]、ライブでは稲葉がギター[注釈 3]を演奏することが多い。
  - また、台湾の歌手であるエリック・ソン（中国語版）が「威風時刻」として、中国語でカバーしている[注釈 4]。同曲は台湾ドラマ『懐玉公主』のオープニングテーマとして使用された[11]。
  - 2020年7月1日からオルゴールバージョンにアレンジされたものが稲葉の出身地である岡山県津山市の市役所本庁舎など9施設の電話保留音として使用されている[12]。
  - 2022年7月1日から観光キャンペーン「岡山デスティネーションキャンペーン」にあわせ、JR津山駅の列車接近メロディに起用された[13][14][15]。
2. GO! NUDE! GO!
  - 表題曲とは異なり、今までの楽曲と同じくデジタルナンバーとなっている。
  - ライブでは『B'z LIVE-GYM '90-'91 "RISKY"』と『B'z LIVE-GYM Pleasure '93 "JAP THE RIPPER"』で演奏された。
  - 現在もアルバム未収録のままである。

## タイアップ
- 三貴「カメリアダイヤモンド」CMソング（#1）
- セゾングループCMソング（#1）
- 津山駅接近メロディ[16][注釈 5]

## 参加ミュージシャン
- 松本孝弘:ギター、全曲作曲・編曲
- 稲葉浩志:ボーカル、全曲作詞
- 明石昌夫:全曲編曲
- 青山純:ドラム
- B+U+M

## 収録アルバム
Easy Come, Easy Go!
- RISKY（-RISKY Style-）
- B'z TV Style SONGLESS VERSION（TV Style）
- B'z The Best "Pleasure"
- B'z The Best "ULTRA Pleasure"
- B'z The Best XXV 1988-1998

## ライブ映像作品
Easy Come, Easy Go!
- JUST ANOTHER LIFE
- once upon a time in 横浜 〜B'z LIVE GYM'99 "Brotherhood"〜
- Typhoon No.15 〜B'z LIVE-GYM The Final Pleasure "IT'S SHOWTIME!!" in 渚園〜
- EPIC DAY（特典DVD）
- B'z COMPLETE SINGLE BOX（特典DVD）
- B'z SHOWCASE 2020 -5 ERAS 8820- Day1〜5